# Albert Einstein Memorial
De Albert Einstein Memorial is een bronzen standbeeld ter ere van de beroemde Duits-Amerikaanse natuurkundige Albert Einstein, de opsteller van onder meer de relativiteitstheorieën. Het beeld staat nabij de National Academy of Sciences aan Constitution Avenue in de Amerikaanse hoofdstad Washington D.C..
Het monument, vervaardigd door Robert Berks, toont Einstein in een zittende houding en weegt 3,2 ton. Het beeld staat op een rond platform waarop vele astronomische objecten zijn gemonteerd op metalen plaatjes. Verder zijn er drie wiskundige formules van Einstein en drie uitspraken van de geleerde weergegeven.

## Citaten
As long as I have any choice in the matter, I shall live only in a country where civil liberty, tolerance, and equality of all citizens before the law prevail.

Joy and amazement of the beauty and grandeur of this world of which man can just form a faint notion ...

The right to search for truth implies also a duty; one must not conceal any part of what one has recognized to be true.

## Formules
Einstein houdt een document in de linkerhand met formules die drie van zijn ontdekkingen samenvatten:
- {\displaystyle eV=h\nu -A\,} (het foto-elektrisch effect)
- {\displaystyle R_{\mu \nu }-{1 \over 2}g_{\mu \nu }R=\kappa T_{\mu \nu }} (de algemene relativiteitstheorie)
- {\displaystyle E=mc^{2}\,} (de equivalentie van massa en energie)

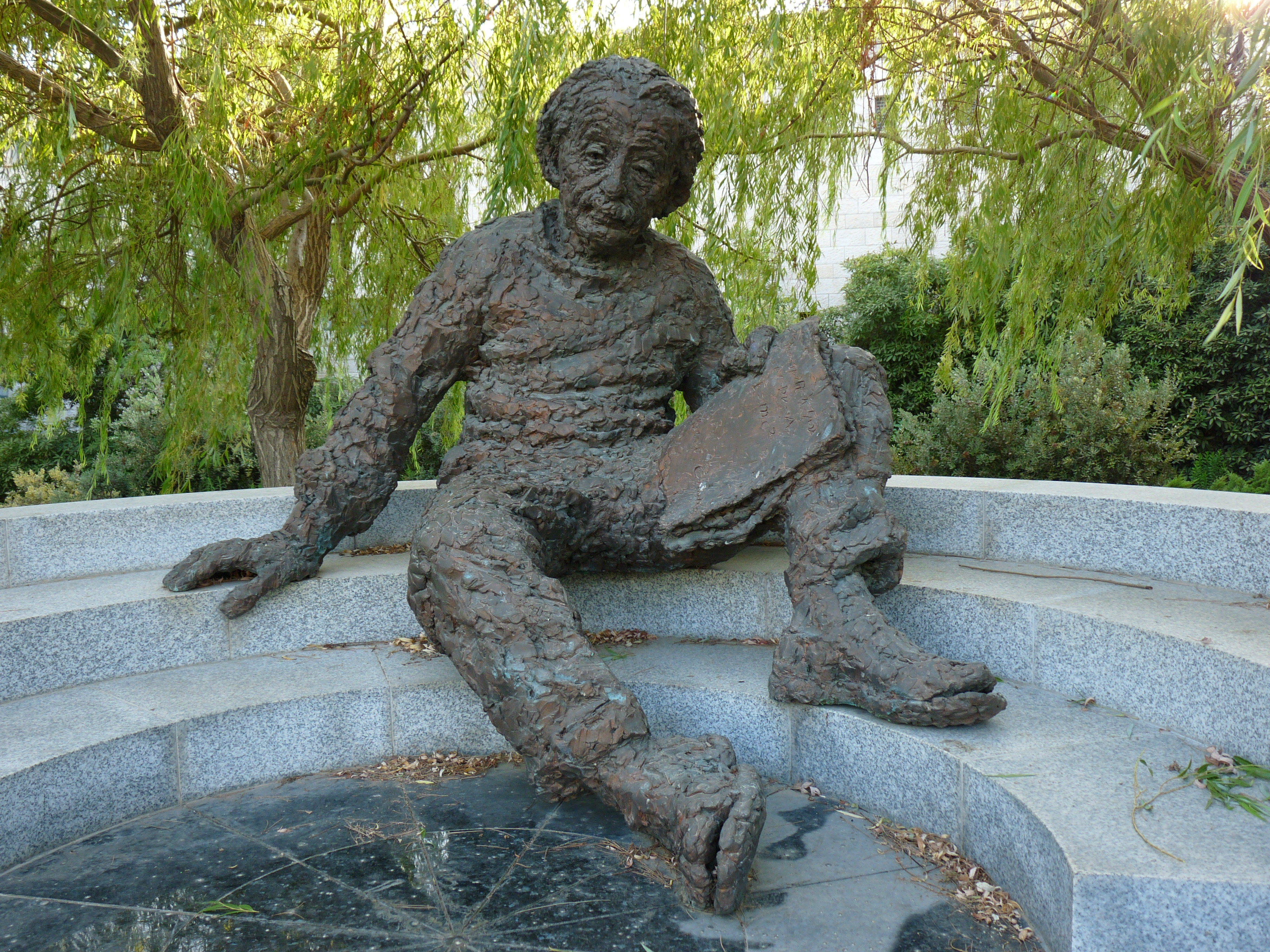
Replica van de Albert Einstein Memorial in Jeruzalem.

## Replica's
Berks vervaardigde twee replica's van het monument. Een hiervan staat in de tuin van de Israëlische Academie van Wetenschappen in Jeruzalem; de andere staat op de campus van het Georgia Institute of Technology in Atlanta, Georgia.